# Pyrausta rosecentralis
Pyrausta rosecentralis is een vlinder van de familie van de grasmotten (Crambidae). De wetenschappelijke naam van deze soort is voor het eerst voorgesteld door Koen Maes in een publicatie uit 2019.
De soort komt voor in Kenia.